# From the Reach
From the Reach ist Sonny Landreths neuntes Studioalbum. Es wurde am 20. Mai 2008 veröffentlicht und erschien fünf Jahre nach seinem Vorgängeralbum Grant Street. Es handelt sich um das erste Album, das Sonny Landreth auf seinem eigenen Label Landfall Records veröffentlichte.

## Grundidee des Albums
Das Album beinhaltet Gastauftritte von angesehenen Gitarristen Eric Clapton, Robben Ford, Vince Gill, Eric Johnson, Mark Knopfler und weiteren Musikern wie Dr. John, Jimmy Buffett und Nadirah Shakoor. Statt aber auf Gitarren-Duelle zu setzen, schrieb Landreth Songs, die an die Personalstile seiner Gastmusiker anknüpfen und auch die gelegentlichen Gesangsauftritte organisch in das Material einbetten.
Außerdem findet man hier auch das Instrumentalstück Überesso, das er bereits 2007 auf Eric Claptons Crossroads Guitar Festival gespielt hatte.

## Titelliste
(alle Kompositionen von Sonny Landreth, außer wo abweichend notiert.)
1. Blue Tarp Blues – 4:39
2. When I Still Had You – 4:42
3. Way Past Long – 5:08
4. The Milky Way Home – 4:10
5. Storm of Worry – 3:56
6. Howlin’ Moon – 5:19
7. The Goin’ On (Landreth, Waldman) – 3:25
8. Let It Fly – 4:52
9. Blue Angel – 4:00
10. Überesso – 2:44
11. Universe – 3:38

## Gastmusiker
- Jimmy Buffett: Gesang (Howlin’ Moon)
- Eric Clapton: Gitarre, Gesang (When I Still Had You), Gitarre (Storm of Worry)
- Robben Ford: Gitarre, Gesang (Way Past Long), Gitarre (Blue Angel)
- Vince Gill: Gitarre, Gesang (The Goin’ On), Gesang (Blue Angel, Universe)
- Dr. John: Piano, Gesang (Howlin’ Moon)
- Eric Johnson: Gitarre (The Milky Way Home)
- Mark Knopfler: Gitarre, Gesang (Blue Tarp Blues)
- Nadirah Shakoor: Gesang (Let It Fly)

## Charts
Das Album erreichte im Juni 2008 den Spitzenplatz der Blues-Alben in den Charts von Billboard und belegte den Platz 45 in den Billboard Top Independent Albums-Charts.

## Kritikerstimmen
- „Probably the most underestimated musician on the planet and also probably one of the most advanced.“ („Er ist wahrscheinlich einer der meist unterschätzten Musiker dieses Planeten. Und gleichzeitig einer der besten.“) — Eric Clapton[4]
- „Louisiana slide master Sonny Landreth takes his time between releases ... but when they arrive, the wait seems justified.“ („Louisianas Meister der Slidegitarre Sonny Landreth lässt sich zwischen zwei Veröffentlichungen Zeit ... aber wenn es so weit ist, hat sich das Warten gelohnt.“) — Allmusic[2]
- „Essential listening for anyone interested in modern slide guitar.“ („Grundlegendes für jeden, der an moderner Slidegitarre interessiert ist.“) — Living Blues[5]